# Cecil Rhodes
Cecil John Rhodes, född 5 juli 1853 i Bishop's Stortford, Hertfordshire, död 26 mars 1902 i Muizenberg nära Kapstaden, Kapkolonin, var en brittisk finansman, kolonialpolitiker, ägare till guld- och diamantgruvor och Kapkolonins premiärminister 1890–1896.

## Biografi
Rhodes var son till en kyrkoherde och hade först tänkt följa i faderns fotspår och studera till präst, men avbröt sina studier på grund av en svår lungsjukdom. Han skickades 1870 till sin äldste brors bomullsplantage i Natal i dåvarande brittiska Kapprovinsen, i förhoppning om att landets klimat skulle förbättra hans hälsa. Något år senare började diamantfebern grassera och bröderna flyttade då till Kimberley, som var centrum för diamantletandet. 1873 kunde han i Oxford återuppta de avbrutna studierna och under de följande åren vistades han växelvis i Oxford och Sydafrika. Han skaffade sig efter hand som gruvägare en ansenlig förmögenhet. Efter att ha tagit en försenad examen i Oxford 1881 återvände han för gott till i Sydafrika, 

### Finansman
Rhodes bildade 1880 tillsammans med kompanjonen C. D. Rudd De Beers Mining Company och genomförde 1888 med hjälp av den tyske finansmannen A. Beit och Lord Rotschild efter en häftig finansstrid sammanslutningen av hela diamantgruveindustrien omkring Kimberley till det av honom ledda jättebolaget De Beers Consolidated mines. Samtidigt lade han under sig en stor del av de nyupptäckta guldfyndigheterna vid Witwatersrand och bildade här The Consolidated Gold Fields of South Africa. Rhodes blev därmed en av världens rikaste män.

### Politiker
Rhodes tog även livlig del i politiken. Han valdes 1880 till ledamot av Kapparlamentet, blev 1884 finansminister och 1890 premiärminister i Kapkolonien. Han arbetade målmedvetet på att utsträcka det brittiska inflytandet mot norr. 1885 blev Bechuanaland (nuvarande Botswana) brittiskt protektorat, mycket på grund av hans ansträngningar, varigenom den brittiska handelsvägen mot norr var säkrad. Han grundade 1889 British South Africa Company, med nästan suveräna rättigheter över det av Rhodes åtrådda landet norr om Transvaal. Under de följande åren koloniserades det område, som 1895 efter sin grundare fick namnet Rhodesia, nuvarande Zambia och Zimbabwe. När man uppdagade hans delaktighet i hans gode vän Leander Starr Jamesons väpnade attack i Transvaal (Jamesonräden december 1895–januari 1896), ett försök att störta boerna i det guldrika Transvaal, tvingades han 1896 att avgå som premiärminister.

### Boerkriget
Andra boerkriget, under vars första månader han deltog i och delvis organiserade försvaret av Kimberley, bröt hans redan vacklande hälsa och han avled 1902. Enligt sin önskan begravdes han bland Matoppabergen i Matabeleland. 

## Eftermäle
I sitt testamente anslog Rhodes största delen av sin jättelika förmögenhet till en stipendiefond, Rhodes Trust som delar ut Rhodes Scholarship, för studier vid universitetet i Oxford. Fram till 2018 var det prestigefyllda stipendiet enbart öppet att söka för studerande från länder i samväldet (exklusive Storbritannien) samt från Tyskland och USA.